# Juárez (danzón)
«Juárez» es un danzón compuesto por Esteban Alfonzo a principios del siglo XX. Junto con el danzón Nereidas, es una de las piezas de este género musical más reconocidas de México. La primera grabación de este danzón data de 1919, a cargo de la orquesta Columbia. La obra también es conocida por su estribillo particular y su letra que señala "Si Juárez no hubiera muerto”, haciendo alusión a Benito Juárez.

## Historia
Esteban Alfonzo, compositor chiapaneco, habría compuesto Juárez en 1916. Posiblemente se inspiró en una clave cubana de 1880 compuesta para José Martí, llamada «Clave a Caridad» y más tarde «Clave a Martí» de Tereso Valdés, que llegó a México en grabaciones. Por el danzón Juárez, grabado por primera vez en 1919, Alfonzo obtuvo el premio la «batuta de plata». La primera grabación, sin embargo, colocaba en los créditos a «Esteban Alonso», en vez de «Alfonzo», lo que ocasionó una serie de malos entendidos, que han puesto en duda la autoría original de la pieza.
La hija de Alfonzo, Julia Alfonzo, contaba otra historia. Señalaba que su padre había estado enamorado de una joven de Chiapas, la cual habría fallecido ahogada, por lo que le escribió un danzón con el título No debió morir, con una historia similar al de la composición de Clave a Caridad, pues Tereso Valdés también la habría dedicado a una mujer que falleció por causas similares. Más tarde, según esta versión, el arreglista y contrabajusta cubano Tomás Ponce Reyes habría hecho un arreglo general, cambiando el nombre al agregar «Juárez».
Según López Moreno, fue Ponce Reyes el responsable de deformar el danzón para que se adaptara a discos de 78 revoluciones, quitándole el final original y colocando un estribo inicial muy parecido al de la clave cubana que Alfonzo había usado de inspiración.
Después de la grabación de este danzón, no hubo danzonera que no lo incluyera dentro de su repertorio, tanto en la versión auténtica de Esteban Alfonzo, como en el danzón apócrifo de Tomás Ponce Reyes.
En la película Salón México, de Emilio Fernández, se incluye el danzón en su banda sonora. Asimismo, es un tema clásico de Acerina y su Danzonera.

## Estructura
Juárez posee dos partes constituidas por dos temas de inspiración profunda, así como un estribillo. La segunda parte incluye una evocación en 8 compases a una pieza cubana de Tereso Valdés titulada Clave a Caridad, la cual en su letra hace referencia a José Martí.